# Протонний суперсинхротрон

Розміщення протонного суперсинхротрона

Протонний суперсинхротрон, Супер-протонний синхротрон (англ. Super Proton Synchrotron, SPS) — кільцевий прискорювач частинок CERN з довжиною кільця 6.9 км. Спочатку розрахований на 300 ГеВ, SPS був реально сконструйований на потужність 400 ГеВ. Офіційною датою виведення на повну потужність вважається 17 червня 1976 року. Проте до того моменту цю енергію вже вдалося перевершити прискорювачу з Фермілаба, що досяг 14 травня того ж року енергії 500 ГеВ. 
SPS був розроблений командою, очолюваної Джоном Адамсом. 
SPS використовувався для прискорення протонів, антипротонів, електронів і позитронів, а також важких іонів. Найзначимішою була його робота як протон-антипротон колайдера з 1981 по 1984 рік, коли пучки SPS виробляли дані для експериментів UA1 і UA2. У результаті цих експериментів були виявлені W і Z бозони, за що в 1984 році Карло Руббіа і Симон ван дер Мер отримали Нобелівську премію з фізики. 
В даний час SPS використовується як заключний передприскорювач протонних пучків для Великого адронного коллайдера, який був запущений в тестовому режимі 10 вересня 2008 року. У цій ролі SPS розганяє протони від енергії 26 ГеВ до 450 ГеВ. Будучи передприскорювачем Великого адронного коллайдера, SPS в той же час дозволяє вести інші наукові програми, в яких він використовується як джерело протонів з енергією 400 ГеВ. Серед них - експерименти з фіксованою мішенню COMPASS, NA48 і NA61/SHINE. SPS також планується використовувати як джерело потоку нейтрино, детектіруемих в італійській лабораторії Gran Sasso, розташованої на відстані за 730 км від ЦЕРНа. 
SPS послужив ідеальним тестовим майданчиком для нових концепцій у прискорювальній фізиці. 
У 1999 році він використовувався для вивчення ефекту електронної хмари при проходженні пучків частинок великих енергій по трубі прискорювача.
У 2003 році SPS був першим прискорювачем, де прямим способом були виміряні члени «Hamiltonian resonance driving terms».
У 2004 році були проведені експерименти зі скорочення шкідливих ефектів зіткнення пучків (як і в LHC).